# Piatra (gmina Ciofrângeni)
Piatra – wieś w Rumunii, w okręgu Ardżesz, w gminie Ciofrângeni. W 2011 roku liczyła 156 mieszkańców.